# Wolffia elongata
Wolffia elongata là một loài thực vật có hoa trong họ Ráy (Araceae). Loài này được Landolt miêu tả khoa học đầu tiên năm 1980.